# István Tömörkény
István Tömörkény (nascut com a István Steingassner, Cegléd, 21 de desembre de 1866 - Szeged, 24 d'abril de 1917) va ser un escriptor, periodista, etnògraf, arqueòleg i director de museu i biblioteca hongarès.

## Biografia
Va néixer en el si d'una família sueva d'origen austríac.
Al seu naixement el seu pare va llogar el restaurant de l'estació de ferrocarril de Cegléd.
Va iniciar els seus estudis als escolapis de Szeged, després va estudiar tres anys a l'institut reformat de Makó entre (1877 i 1880).
No obstant això als 16 anys va haver d'abandonar els seus estudis perquè la família es va arruïnar.
Es va fer aprenent d'apotecari per mantenir-se.
Entre 1882 i 1886 va ser farmacèutic, però aquesta carrera no el satisfeia, aspirava a ser independent, el seu propi amo.
Amb l'ajuda d'un parent va entrar al diari Szegedi Hirado com a periodista.
Llavors va canviar el seu cognom pel de Tömörkeny, ja que en l'Hongria de l'Imperi Austrohongarès resultava impossible de participar en la vida pública amb un nom estranger.
Encara que la redacció periodística no li proporcionava una existència civil segura, va ser adequada per al desenvolupament dels talents d'escriptor de Tömörkény.
No tenia ni batxillerat ni diploma (no es requeria en aquells temps per a la farmàcia), així el 1888 va haver d'allistar-se a l'exèrcit, com tots els membres dels grups socials no privilegiats, els camperols i els treballadors.
Va servir dos anys a la frontera bosniana-turca, segurament allí va ser on va aprendre serbi; posteriorment, un any a Viena entre 1890 i 1891 va afegir l'alemany literari al dialecte alemany après en la seva família.
Va passar de soldat ras a llicenciar-se com sergent primer.
El coneixement dels joves camperols de la regió de Szeged, els seus companys de milícia, va transformar les seves experiències socials fins al moment.
Després de llicenciar-se li va ocórrer de mudar-se a Budapest, però després va preferir quedar-se a Szeged i va entrar com a periodista al Szegedi Napló, diari de mentalitat molt més moderna que el Szegedi Hirado
El 1899 esperava ser nomenat redactor en cap però no va ser així.
A suggeriment del gran rabí de Szeged Immanuel Löw va entrar a treballar a la institució del Museu Municipal i la biblioteca de Somogy, que ja llavors s'havia mudat de l'actual edifici central de la Universitat de Ciències de Szeged a l'eclèctic palau de la Cultura de Szeged, situat al centre de la ciutat proper al pont el Castell i el Teatre Nacional de Szeged.
Va arribar a ser la mà dreta de János Reizner (1847 - 1904) director de la biblioteca i del museu.
Al costat de Reizner adquirir les tasques bibliotecàries i museística, mentre va assistir també als cursos d'especialització organitzats per la "Inspecció Nacional de Museus i Biblioteques", a 1900 va finalitzar el Bibliotecnología, el 1901 el d'Història Natural i el 1903 el d'Etnografia i el d'Arqueologia.
Després de la mort de János Reizner, el 1904 Tömörkény es va convertir en director de la biblioteca i el museu fins que va morir el 1917.

## Activitat
Va ser un repte augmentar, pràcticament només amb l'ajut de Ferenc Móra, els 40.000 volums de la biblioteca del canonge d'Esztergom Károly Somogyi, catalogar, prestar als lectors i reunir totes les dominis de la ciència museològica, sistematitzar, ocupar-se de la Numismàtica, la Història Natural, Arqueologia, la Història Local, les Arts, a més del ferm propòsit de Tömörkény de formar i ampliar la col·lecció etnogràfica.
El material etnogràfic de Szeged no s'hagués recollit sense Tömörkény, que assistí a l'últim instant, en una època de grans canvis, quan després de la inundació de 1879 predomina el Szeged palatí, i s'inicia el desenvolupament burgès, la modernització i comença a transformar d'arrel el fins llavors tradicional món camperol i dels barquers del Tisza, qui sovint vivien de la primavera fins ben entrada la tardor en els seus gavarres juntament amb les seves famílies.
Sándor Bálint etnògraf i historiador de l'art, László Péter historiador de la literatura i local i András Lengyel historiador de la literatura i museòleg van poder realment valorar els sis mil objectes amb els quals es va enriquir el museu gràcies a Tömörkény.
Posteriorment durant dècades pràcticament només van poder augmentar la col·lecció amb una sisena part d'aquesta quantitat.
Tömörkény contribuir amb 3.500 paraules sense registrar al gran diccionari de Szeged projectat per Kálmánék Szily, diccionari inconclús, fins que el 1957 Sándor Bálint honrant el treball lingüístic de Tömörkény el va portar a terme i el va publicar.
L'activitat de Tömörkény es caracteritza per la radical i conseqüent manca d'ideologia, en la literatura treballa amb les eines del naturalisme representa els personatges del món per ell escollit juntament amb la seva manera de vida, pensament i llengua, en un sense fi d'historietes, descripcions de casos, observacions ocasionals.
"Tömörkény va fer això mateix amb les eines de la museologia", va compilar els valors etnogràfic d'aquesta capa, que mancava forçosament de la perspectiva subjectiva no així de valors morals.
Mentre que donava la benvinguda a la modernitat, temia i amb raó el dany dels valors morals.
La seva activitat literària no va ser gratuïta, va atrapar l'essència del Szeged de l'època, va mostrar a la gent sobre qui es va construir el Szeged palatí.
Va ser molt citat, les seves obres es van publicar una vegada i una altra, però pocs eren el que l'entenien, la crítica literària de l'època es feia la displicent, l'autoritzada premsa esperava escrits divertits per la seva banda, la crítica acadèmica li imputava la prolixitat de seves descripcions detallades i exagerada etnografia.
Ferenc Móra qui treballava amb ell, sentint les qualitats de Tömörkény va col·laborar en tot amb ell, en la compilació del material etnogràfic, i també en l'organització de les exposicions del museu, que van tenir un gran èxit.
Va morir l'abril de 1917 després de diversos dies malalt; l'endemà aparegué la necrològica de Ferenc Móra al Szegedi Napló, en la qual s'hi pot llegir entre altres:
| « | No sospitava que ell era la major raresa del Palau de la Cultura de Szeged de tal magnitud com no pot trobar-se en cap dels museus de Budapest. I mai va pensar que als ulls dels visitants del Palau de la Cultura ell seria l'atracció més fervorosament vista. Il·luminarà fins i tot quan el Palau de la Cultura amb tot el seu contingut esdevinguin vells enderrocs. | » |

## Relats en volums literaris
- Szegedi parasztok és egyéb urak (1893)
- Jegenyék alatt (1898)
- Az alföldi rablóvilág történetei (1898, 1988)
- Vízenjárók és kétkezi munkások (1902)
- Gerendás szobákból (1904)
- Förgeteg János mint közerő és más elbeszélések (1905)
- Különféle magyarok meg egyéb népek (1907)
- Napos Tájak (1908)
- Homokos világ (1910)
- Ne engedjük a madarat... s más holmik (1911)
- Bazsarózsák (1912)
- Népek az ország használatában (1917)
- Célszerű szegény emberek (1922)